# Stephanie Nguyễn
Stephanie Nguyễn (sinh năm 1979) là chính khách người Mỹ gốc Việt trong Quốc hội Tiểu bang California và dân biểu khu bầu cử số 10. Bà được bầu vào năm 2022, trước đây từng có thời kỳ làm việc trong Hội đồng Thành phố Elk Grove sau khi bổ nhiệm ủy viên vào năm 2017.

## Thân thế và học vấn
Nguyễn chào đời ở nước Mỹ trong một gia đình tị nạn đến từ Việt Nam. Bà thi đậu bằng cử nhân khoa học nhân văn tại Đại học Tiểu bang Sacramento với mong muốn trở thành giáo viên.

## Sự nghiệp chính trị
Nguyễn có thời gian từng là giám đốc điều hành một tổ chức phi lợi nhuận mang tên Asian Resources Inc. có trụ sở tại Sacramento chuyên trợ giúp người Mỹ gốc Á và dân nhập cư.
Nguyễn được bổ nhiệm vào Hội đồng Thành phố Elk Grove vào năm 2017 sau khi Steve Lý đương nhiệm đắc cử chức thị trưởng. Bà làm việc cho Hội đồng này đến tận năm 2022, dân biểu khu bầu cử số 4.

## Hội đồng California
Nguyễn đã được bầu vào Quốc hội Tiểu bang California cho khu bầu cử số 10 vào năm 2022. Khu bầu cử Quận Sacramento bao gồm Elk Grove, Florin, Vineyard và một phần của Sacramento. Khu bầu cử này trước đây từng được đánh số là khu bầu cử số 9 do Jim Cooper thuộc Đảng Dân chủ làm dân biểu đã nghỉ hưu để ra tranh cử chức Cảnh sát trưởng Quận Sacramento.
Nguyễn đứng đầu trong cuộc bầu cử sơ bộ phi đảng phái với 29,9% phiếu bầu, tiến tới cuộc tổng tuyển cử cùng với thành viên Đảng Dân chủ và Ủy viên Hội đồng Thành phố Sacramento Eric Guerra. Bà đã đánh bại Guerra trong cuộc tổng tuyển cử với 53,8% phiếu bầu. Các công ty dầu mỏ được cho là đã chi 979.000 đô la hỗ trợ Nguyễn thông qua các khoản chi tiêu độc lập.

### Lịch sử bầu cử
| Bầu cử sơ bộ      | Bầu cử sơ bộ    | Bầu cử sơ bộ     | Bầu cử sơ bộ | Bầu cử sơ bộ |
| Đảng phái         | Đảng phái       | Ứng viên         | Số phiếu     | %            |
| ----------------- | --------------- | ---------------- | ------------ | ------------ |
|                   | Dân chủ         | Stephanie Nguyễn | 26,652       | 29.9         |
|                   | Dân chủ         | Eric Guerra      | 26,193       | 29.4         |
|                   | Cộng hòa        | Eric M. Rigard   | 24,293       | 27.3         |
|                   | Dân chủ         | Tecoy Porter     | 7,632        | 8.6          |
|                   | Dân chủ         | Ben Thompkins    | 4,291        | 4.8          |
| Tổng số phiếu     | Tổng số phiếu   | Tổng số phiếu    | 89,061       | 100.0        |
| Bầu cử chung cuộc |                 |                  |              |              |
|                   | Dân chủ         | Stephanie Nguyễn | 63,570       | 53.8         |
|                   | Dân chủ         | Eric Guerra      | 54,595       | 46.2         |
| Tổng số phiếu     | Tổng số phiếu   | Tổng số phiếu    | 118.165      | 100.0        |
|                   | Dân chủ giữ ghế |                  |              |              |

## Đời tư
Nguyễn sinh sống ở Elk Grove với chồng là sĩ quan cảnh sát và hai con gái của họ. Stephanie lớn lên với sáu anh chị em.